# Slang LGBT
Slang LGBT, linguaggio LGBT o slang gay in linguistica si riferisce a un insieme di termini informali e modi di dire adottati soprattutto dalle persone lesbiche, gay, bisessuali, transgender e queer (LGBTQ+) in diverse lingue fin dai primi decenni del XX secolo. Questo tipo di linguaggio ha permesso ai membri della comunità di riconoscersi tra loro e di comunicare in codice, con rapidità e discrezione.
Il gergo LGBTQ+ ha da sempre svolto un ruolo fondamentale nella cultura queer. È nato come strumento di comunicazione segreta, utile a chi doveva evitare di essere scoperto dalla società dominante, spesso ostile o repressiva. Le persone queer sono sempre esistite, ma per molto tempo hanno dovuto mantenere riservata la propria identità e il proprio stile di vita, soprattutto quando l'essere parte della comunità LGBTQ+ era illegale o socialmente condannato.
L'uso di questo gergo serve anche a segnalare la propria identità e a rafforzare la solidarietà all'interno della comunità. Utilizzando parole e espressioni specifiche, le persone LGBTQ+ mostrano agli altri di far parte di un'esperienza condivisa, creando così un senso di appartenenza che spesso è mancato a chi è stato emarginato o rifiutato dalla società.
Inoltre, il gergo LGBTQ+ è un modo per riconquistare il linguaggio e mettere in discussione norme oppressive. Spesso include riferimenti giocosi ad atti sessuali, che rappresentano una dichiarazione di autonomia sessuale e un rifiuto della vergogna imposta dalla società.

## Storia
A causa delle leggi sulla sodomia e della minaccia di persecuzione dovuta alla criminalizzazione dell'omosessualità, il gergo LGBTQ+ ha funzionato come un argot, ovverosia un linguaggio segreto e un modo per la comunità LGBTQ+ di comunicare pubblicamente tra di loro senza rivelare il proprio orientamento sessuale agli altri. Dall'avvento degli studi queer nelle università, il gergo e l'argot LGBTQ+ sono diventati oggetto di ricerca accademica da parte di studiosi di antropologia linguistica.

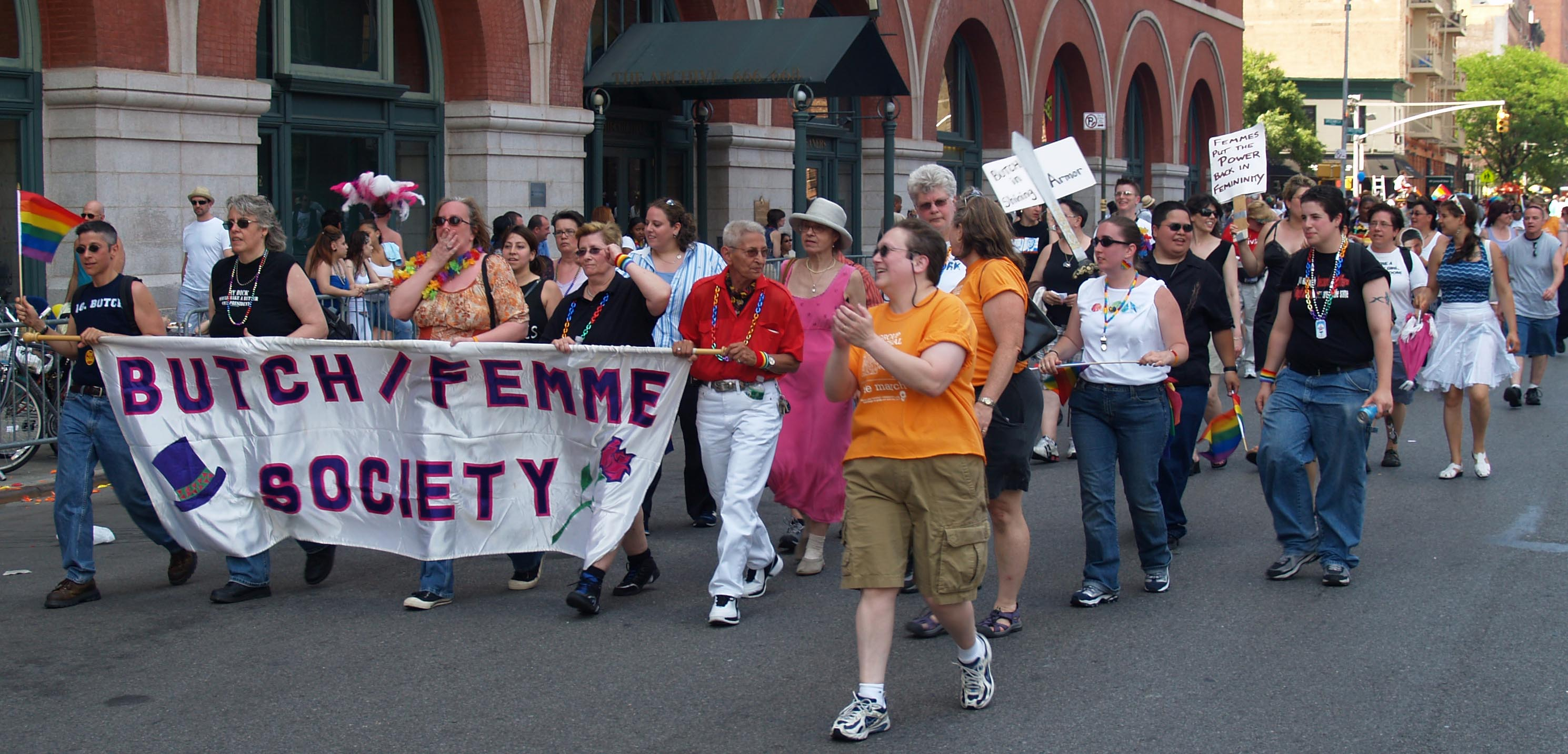
La Butch and Femme Society

Durante i primi settant'anni del XX secolo, una forma specifica di Polari è stata sviluppata da uomini gay e donne lesbiche nei centri urbani del Regno Unito all'interno di comunità LGBTQ+ consolidate. Il Polari è stato presentato nel programma radiofonico della BBC Round the Horne nel 1964, esponendo così il grande pubblico a questo linguaggio segreto. Nonostante alcune differenze, il gergo gay britannico contemporaneo ha adottato molte parole del Polari.

Nelle Filippine, molte persone LGBTQ+ parlano con lo Swardspeak, o "linguaggio gay", che è un uso più esteso del gergo sotto forma di dialetto o stile di parlato. Altri argot sono parlati nell'Africa meridionale (lingua Gayle e IsiNgqumo) e in Indonesia (Bahasa Binan). Più specificamente, in un Paese come la Thailandia, il gergo LGBTQ+ è sempre stato presente nella loro storia a causa della natura religiosa, comportamentale e sociale. Tuttavia, prima che il termine LGBTQ+ venisse introdotto, la comunità thailandese usava i termini "Kathoey" e "Tom". Il termine Kathoey veniva usato per descrivere donne transgender che si vestivano, si comportavano o si sottoponevano a interventi chirurgici per diventare femmine, mentre il termine Tom – così come "ragazze affascinanti" in thailandese – veniva usato per descrivere donne attratte da altre donne. L'omosessualità e la condizione transgender sono sempre esistite nella loro storia, poiché la loro natura comportamentale non si allineava agli ideali eterosessuali.
Nel 2022, gay.it ha pubblicato una guida che illustra e spiega i termini più usati dalla comunità LGBTQ+ italofona. I dizionari specializzati che raccolgono il gergo LGBTQ+ tendono a concentrarsi fortemente su questioni sessuali.
Il gergo è effimero: i termini usati da una generazione possono cadere in disuso nella successiva. Ad esempio, negli anni '60 e '70 del XX secolo, i termini "cottage" (prevalentemente britannico) e "tearoom" (prevalentemente americano) venivano usati per indicare bagni pubblici utilizzati per incontri sessuali. Già nel 1999, questa terminologia era caduta in disuso al punto da risultare largamente sconosciuta alla comunità LGBTQ in generale.
Molti termini originariamente nati come gergo gay sono entrati a far parte del lessico popolare. Per esempio, la parola "drag" è stata resa popolare da Hubert Selby Jr. nel suo libro Ultima uscita per Brooklyn. Secondo l'Oxford English Dictionary, il termine risale alla fine del XIX secolo. Al contrario, parole come banjee, pur essendo ben radicate in una sottocultura gay, non sono mai diventate di uso comune. Si è osservato che le conversazioni tra uomini gay includono più gergo e meno termini comuni riguardo al comportamento sessuale rispetto a quelle tra uomini eterosessuali.

## Definizioni
Quella che segue è una lista di termini gergali e/o offensivi per le persone LGBT (lesbiche, gay, bisessuali e transgender).

### Per le lesbiche
- Dykes on Bikes (argini sulle dighe) - appassionate di motociclismo
- Bean flicker (Sfarfallio di fagioli) - "Paragonare la clitoride a un fagiolo"[17]
- Butch, butch-broad (largo)[18]
- Carpet muncher (o rug muncher, "sgranocchiare tappeti")[19]
- Celesbian[20]
- Dyke ("argine/diga", variazioni sul tema: bull dyke, bull dagger ("pugnale del toro", in alternativa bulldagger, bulldicker[21], proveniente dal gergo afroamericano degli anni 1920)[22][23][24]
- Diesel dike[25][26]
- Drag dyke[27]
- Futch[28]
- Gillette ("lama") Blade ("coltello"), termine risalente agli anni 1950 per le donne bisessuali, la cui sessualità con "un colpo secco" ha tagliato entrambi i modi d'essere (sia eterosessuale sia omosessuale)[29]
- Kiki, un termine usato principalmente a partire dagli anni 1940 e per il corso di un decennio per indicare una lesbica che non era né butch-mascolina (vedi maschiaccio) né "femme" (slang) e che non aveva di conseguenza alcuna preferenza specifica nei riguardi delle due tipologie di partner[30]
- Kitty ("gattino") Puncher ("punitore di micio") o Pussy (slang) ("micetto/a") Puncher con sia kitty sia pussy-"fica" riferentesi alla vagina di una donna e puncher-pugni quale variazione su vari termini dispregiativi per gli uomini gay come Donut ("ciambella") Puncher e altri più o meno similari[31].
- Lezzie / Lesbo / Leso / Les (anche lezzer / lesser) (abbreviazione per "lesbian"-lesbica, da Lesbo)[32]
- Muff Diver ("sommozzatore mancato")[33]
- The Game of Flats ("gioco di pianura", un termine inglese del XVIII secolo per indicare la sessualità lesbica)[34]
- Dodger ("astuto/furbacchione") Todger, quest'ultimo con il significato di pene[35]

### Per i gay
- Assassino anale (prevalentemente nel Regno Unito) o anche "astronauta anale"[36]
- Arse bandit - Bandito/Assassino del "culo", con sinonimia in asino, somaro, ciuco[37]
- Bandito sul retro[38]
- Giocatore di Backgammon (nella Gran Bretagna del tardo XVIII secolo)[39]
- Batty boy: (ragazzo "pazzo/strambo"), in alternativa botty boy, ma anche batty man[40]
- Orso/Bear (da cui ha preso il nome la comunità ursina)[41]
- Piegato/Bent, bentshot ("sparo da piegato")[42] o bender ("piegatrice")[43][44]
- Contrabbando di ossa/Bone Smuggle[45]
- Brownie king ("re folletto") o brown piper ("pifferaio bruno" o "rosolato")[46]
- Bufter, buffer (principalmente in lingua inglese scozzese) o Booty ("bottino") Buffer ("tampone" ovverosia assorbente igienico)[36]
- Bugger - da Buggery, con derivati in buggerare/buggerato ("imbrogliare", ma anche rimanere fregato, quindi "fottuto")
- Bum bandit[38], butt bandit o bun bandit[43]: con Bum-vivere a scrocco, vagabondo, ma anche "culo"; Butt-mozzicone, bersaglio, zimbello, posteriore; Bun-ciambella, focaccia o panino dolce.
- Bum boy o bum chum (amico intimo/di-letto)[47], ma anche "barbone ladro"/bum robber[48]
- Bum Driller-perforatrice di "sedere"[49]
- Ingegnere Bumhole (perforatore o "riempitore di buchi")[50]
- Butt pirate[51], butt riders, butt pilot o butt rustler[51]: pirata, cavallerizzo, pilota, ladro di bestiame "da culo"
- Charlie - rimando al gergo (Rhyming slang) di Charlie Ronce, che fa rima con ponce-Dandy-damerino, magnaccia, sfruttatore[52]
- Chi chi man - utilizzato soprattutto nella Giamaica e ai Caraibi[53][54]
- Chutney Ferrett/"furetto"[55] - lo Chutney è un condimento altamente piccante fatto di frutta o verdura con aggiunta di aceto, spezie e zucchero, originario del subcontinente indiano.
- Operaio del "cazzo"/Cockstruction worker[56] - riferito a un omosessuale che è anche un operaio nel settore dell'edilizia. Qui è presente il gioco di parole tra construction e Cockstruction
- Cock Jockey - "fantino del cazzo" o del "gallo" (il gallo è celebre per la sua aggressiva e prorompente sessualità)[57]
- Cock knocker, cockknocker e cocknocker - martello-battitore del "cazzo"[57]
- Cockpipe Cosmonaut (astronauta del tubo, ma anche cornamusa, piffero e/o pipa[58]
- Macellaio astuto/Crafty butcher[59]
- Daffodil o "daffy" - un termine dispregiativo indicante l'omosessuale più grande che si crede di essere un Daddy-papà nei riguardi del ragazzo più giovane. Daffy è una persona sciocca e leggermente eccentrica (vedi anche Daffy Duck); ma riferito primariamente al Narcissus e al suo personaggio mitologico Narciso (vedi anche Narcissus nella cultura)
- Donut puncher / muncher - punteruolo e/o sgranocchiatore di ciambelle[31]
- Faggot[60][61][62] e Fag[63] - equivalente al frocio della lingua italiana
- Fata/Fairy (comune e considerato accettabile per una larga parte del XX secolo)[64]
- Finocchio - epiteto proveniente dall'Italia, che rimanda al finocchio[65], con alternative in culattone e cula (femminile di "culo")
- Flamer - imbroglione da strapazzo, "racconta balle"[66]
- Flit - volteggiare, svolazzare come una farfalla[67]
- Fiore/Flower[68]
- Amico di Franky
- Amico di Dorothy - dal personaggio immaginario di Dorothy Gale interpretato a suo tempo dall'icona gay Judy Garland
- Fruit - ma anche fruit loop, fruit packer e fruit juice[69]
- Fudge packer - imballatore di caramella con glassa, ma anche "truffatore"-fottitore[43]
- Harry hoofter - rima gergale-rhyming slang di poofter, con poof che indica il maschio effeminato[70]
- Gaysian - con riferimento a un asiatico gay[71]
- Gym Bunny ("coniglietto da palestra") - spesso riferentesi a un omosessuale che lavora ossessivamente in palestra con l'intento di migliorare il proprio aspetto fisico.
- Ferro/Iron più zoccolo/hoof - o ferro da stiro, gergo in rima per poof-frocetto (che si fa "stirare")[72]
- Jobby jabber ("borbottio") - principalmente scozzese, con jobby che si riferisce alle feci[73]
- Knob Jockey - il "fantino del manico"[74]
- Luce nel mocassino[75]
- Luce nei pantaloni[75]
- Luce nella fedora - un copricapo di feltro basso e morbido con una tesa (la parte sporgente) arricciata mentre la sommità risulta increspata longitudinalmente... un berretto velato[75]
- Polso (sinonimia per pene) flaccido/debole[76][77]
- Minatore di marmite[78] - una crema alimentare spalmabile
- Massaggiatrice/Massaggio a base di carne/Meat Masseuse[56]
- Mary-Maria - il nome femminile maggiormente comune e diffuso[79]
- Muscle Mary (vedi anche Gym Bunny) - "una Maria con i muscoli"
- Nancy o Nancy boy[80]: ragazzo carino, ma anche girlyboy/maschietta[81] o Nellie[82]
- Oklahomo - gioco di parole tra Oklahoma e Omo[83]
- Pansy (denominazione della Viola wittrockiana), da cui Pansy Craze ovvero "Violetta impazzita"[84]
- Payaso - da pay a ass, "stipendiato dal culo", ma anche pagliaccio
- Pillow biter[85] (morso, puntura o bocconcino da materasso[78]) - riferito al sesso anale quando un partner è spesso posizionato a faccia in giù sopra un cuscino
- Poof - alcune delle possibili variazioni includono: poofter, pouf, poove, pooftah, pooff, puff) (soprattutto nel Regno Unito, in Australia, nella Nuova Zelanda e in California)[86]
- Regina (slang), principessa e varianti femminili tutte sullo stesso genere[87]
- Regina dei fagioli, ma anche "regina dei taco" (un piatto messicano composto da una tortilla fritta, tipicamente ripiegata, riempita con varie miscele, come carne stagionata, fagioli, lattuga e pomodori) o "regina della salsa": indica un gay che si sente attratto dagli uomini ispanici[79][88]
- Brownie queen ("Regina abbronzata" o "marroncina" - gergo divenuto obsoleto per indicare un gay interessato al sesso anale (utilizzato dagli uomini che non prediligevano tale pratica)[89]
- Regina del pollo - un omosessuale interessato agli uomini che appaiono molto più giovani di lui (i "polli" per l'appunto)[90]
- Curry queen - un gay attratto dagli omosessuali asiatici in generale o indiani in particolare[57]: il curry è una tipica sala piccante della cucina indiana e del mondo anglosassone
- Dinge queen - un gay attratto dal "negro" (uso offensivo di "dinge", che significa per l'appunto nero nel senso di sporco)[91]
- Drag queen - un gay in crossdressing pronto per la propria performance o esibizione[91]
- La regina grigia - una persona gay che lavora per l'industria dei servizi finanziari. Questo termine deriva dal fatto che negli anni 1950 le persone che lavoravano nell'ambito di questa professione indossavano spesso un abbigliamento di flanella di colore grigio[92]
- La regina della palestra - uomo gay datosi anima e corpo allo sviluppo atletico della propria attrattività fisica per sottolinearne la mascolinità[93]
- Pissy queen/Regina dell'urina - gay percepito come Fussy ovvero pignolo, schizzinoso e meticoloso fino all'esasperazione[86]
- La regina della patata - gay asiatico attratto principalmente dall'uomo bianco o Europoide[94].
- La regina del riso - gay attratto principalmente dagli uomini dell'Asia orientale[94]
- Scat queen, da scatologia - gay amante della coprofilia[95]
- Ring raider - "rapinatore dell'anello", riferito all'ano[36]
- Sausage jockey (il fantino o ladro della salsiccia/pene - presente nel mondo anglosassone e in particolar modo in Inghilterra[96]
- Sollevatore di camicia/Shirt lifter[97]
- Shit stabber - accoltellatore/che prende a coltellate la "merda"[95]
- Sod - diminutivo di Sodoma e Sodomia[98]
- Gorgogliatore o ingoiatore di sperma - riferito all'atto del sesso orale portato a compimento
- Ladro/scassinatore di Turd-grumo di escrementi[35]
- Twink - un omosessuale giovane o apparentemente molto giovanile, con un taglio corto di capelli o sottoposti a completa rasatura e una corporatura alquanto esile e fine[99]
- Evil Twink- un omosessuale twink con "scopi malvagi".
- Twink death - quando un uomo omosessuale perde con l'età la fisionomia tipica di un twink
- Giardiniere in salita / al piano di sopra - riferito alla logistica dei rapporti anali[100]
- Woolly[101], woofter woofter e woolie - il personaggio di un fumetto pubblicato dal London Evening Standard e divenuto espressione gergale in rima per il poofter/effeminato, ma anche "poeta" nel senso di sensibilità portata fino al patetico[102].

### Per i bisessuali e pansessuali
- Switch hitter - dal termine del baseball: un giocatore di passaggio, che batta sia con la mano destra sia con la sinistra, di solito con la mano destra contro lanciatori mancini e con la sinistra contro lanciatori di mano destra. (vedi battuta, pertanto "battitore"): Switch è scambiare, deviare, passare da una parte o ruolo di genere all'altro.

### Per gli androgini e intersessuali
- Futanari (ふ た な り, di rado: 二 形, 双 形, letteralmente: doppia forma; 二 成, 双 成, letteralmente: [essere di] due tipi) è la parola della lingua giapponese per indicare l'ermafroditismo (vedi il personaggio mitologico di Ermafrodito), ma che è anche usata in senso lato per androginia.
- Hermie - una persona androgina o caratterizzata da intersessualità.

### Per le persone transgender
- Cuntboy / Dickgirl, rispettivamente femmina/maschio (FtM) e maschio/femmina (MtF) transgender / transessuale: nessuno dei due si è ancora sottoposto a un intervento chirurgico di riassegnazione del sesso.
- Shemale - una donna trans con un apparato genitale maschile e caratteri sessuali secondari femminili.
- Tranny - epiteto utilizzato sia per uomini sia per donne transgender.
- Trap - termine utilizzato per indicare uomini con alcune fattezze femminili che si vestono da donna

### Termini di genere neutro
- Birra allo zenzero/Ginger beer - rhyming slang per queer
- Camp - Può riferirsi sia a un comportamento effeminato che a un cattivo gusto (Kitsch) molto auto-ironico
- Molly e Tommy: nell'Inghilterra del XVIII secolo il termine Molly era usato per indicare gli omosessuali maschi, implicando l'effeminatezza; Tommy, diminutivo di Thomas/Tommaso è un termine gergale indicante una lesbica in uso almeno fin dal 1781, potrebbe essere stato coniato per analogia col primo. Vedi anche Molly house.

## In giapponese
Anche se molte parole tra le gergali utilizzate nel Giappone moderno sono "prestiti linguistici" dell'inglese americano, rimangono ancora ll'interno della comunità LGBT nipponica parole giapponesi, come, ad esempio, il termine "okoge", che è l'esatta corrispondenza della parola gergale inglese "fag hag"- una "donna i cui amici sono per lo più uomini omosessuali". L'equivalente giapponese di "frocio" è invece okama (il cui significato letterale sarebbe "pentola"/"contenitore").